# O Mio Babbino Caro
O Mio Babbino Caro (Oh, meu paizinho querido), da ópera Gianni Schichi, é considerada uma das mais belas obras de Giacomo Puccini. Feita especialmente para a voz feminina de soprano, foi imortalizada quando interpretada pela premiada e respeitada Maria Callas e, posteriormente, por Montserrat Caballé, hoje tida como uma das grandes sopranos internacionais, tendo se popularizado quando gravou o álbum Barcelona, juntamente com Freddie Mercury. Existem recentes gravações de Anna Netrebko, Hayley Westenra, Angela Gheorghiu, Katherine Jenkins, Amira Willighagen, Jackie Evancho, Kiri Te Kanawa, Floor Jansen, Trio Amadeus, Carmen Monarcha,Tarja Turunen e Sarah Brightman que gravou uma versão da música em seu álbum Time to Say Goodbye.

## História
Na ária, Lauretta, que está imensamente apaixonada por Rinuccio, pede ao seu pai que faça algo por os Donati. "Por essas pessoas?" questiona ele. "Nada! Não faço nadinha!" É a vez que Lauretta, com sua famosa ária O mio babbino caro esforça-se e amolece o coração do seu pai, Gianni.

## Libreto
O mio babbino caro

O mio babbino caro
                  
Mi piace, è bello, è bello

Vo' andare in Porta Rossa

a comperar l'anello!

Sì, sì, ci voglio andare!

e se l'amassi indarno,

andrei sul Ponte Vecchio,

ma per buttarmi in Arno!

Mi struggo e mi tormento!

O Dio, vorrei morir!

Babbo, pietà, pietà!

Babbo, pietà, pietà!
Tradução:
Oh, meu paizinho querido!
''Oh meu paizinho querido

Eu amo-o, ele é tão belo;

quero ir até Porta Vermelha

Para comprar o anel!

Sim, sim, eu quero!

E se o meu amor fosse em vão,

eu iria até Ponte Velha,

e atirar-me-ia ao rio Arno!

Eu choro e sofro tormentas!

Oh Deus, preferia morrer!

Pai, tende piedade, tende piedade;

Pai, tende piedade, tende piedade!

## Curiosidades
Esta canção foi usada no episódio "Ice Skating", do desenho Snoopy, no momento em que a fita cassete enrosca no gravador,e o Woodstock improvisa uma apresentação, assobiando a música para a apresentação de Paty. Também é cantada no filme Mr. Bean's Holiday (Brasil: As Férias de Mr. Bean; na parte em que ele e um menino á procura do pai tenham que conseguir dinheiro para encontra-lo. 
Recentemente foi utilizada na Série Gotham, exibida pelo Canal Warner. Don Falconi um dos maiores vilões dos HQ´s de Batman ouve a canção cantarolada por uma jovem e se aproxima desta, dizendo que é sua canção preferida cuja mãe cantou-lhe a vida inteira. Posteriormente descobrirá que tudo se tratava de uma armação. Também faz parte da trilha sonora do filme White Palace (em português: Loucos de Paixão) de 1990, estrelado por Susan Sarandon e James Spader. Numa cena, a personagem Max, ao dar uma boleia a Nora, liga o leitor de cassetes, que toca  O mio babbino caro. Nora, pergunta-lhe então que canção era aquela e ele lhe responde que é a melhor música que existe.
A música é tocada também em Grand Theft Auto III, na rádio "Double Clef FM" (somente na versão de PlayStation 2) e, posteriormente usada no trailer de 10 anos do jogo, em 2011. Uma versão remixada toca no trailer da versão mobile do mesmo jogo.
A música foi usada como abertura do show da turnê "A Head Full of Dreams" do grupo britânico Coldplay.
Essa canção também aparece no filme Grace de Mônaco com Nicole Kidman interpreta Grace Kelly. No filme a canção aparece com a atriz Paz Vega (do filme Lúcia e o Sexo, entre outros) interpretando a cantora Maria Callas.
A ária também aparece na cena inicial do filme A Room with a View (br: Uma Janela para o Amor / pt: Quarto com a Vista sobre a Cidade), de 1985.